# Reggenza di Gowa
La reggenza di Gowa (in indonesiano: Kabupaten Gowa) è una reggenza dell'Indonesia, situata nella provincia di Sulawesi Meridionale.